# 2001 en sports équestres
Chronologie des sports équestres
- 2000 en sports équestres - 2001 en sports équestres - 2002 en sports équestres

Cet article présente les faits marquants de l'année 2001 en sports équestres.

## Événements

### Avril
- 8 avril 2001 : le Brésil remporte le Championnat du monde de polo 2001.
- avril 2001 : le cavalier suisse Markus Fuchs sur Tinka's Boy remporte la finale de la Coupe du monde de saut d'obstacles 2000-2001 à Leipzig (Allemagne)[1].